# George Renwick
George Renwick   (Marylebone, Londres, 7 d'agost de 1901 - Chichester, 25 de juliol de 1984) va ser un atleta anglès que va competir durant la dècada de 1920.
El 1924 va prendre part en els Jocs Olímpics de París, on disputà dues proves del programa d'atletisme. Guanyà la medalla de bronze en la prova dels 4x400 m relleus, formant equip amb Edward Toms, Richard Ripley i Guy Butler. En els 400 metres quedà eliminat en sèries.

## Millors marques
- 400 metres llisos. 50.3" (1924)[1]